# Dewas Junior
1728 – 1948
Entités précédentes :
- Raj britannique

Entités suivantes :
- Inde

Dewas Junior est un ancien État princier des Indes qui partageait sa capitale, Dewas, avec l'État de Dewas Senior. Il fait aujourd'hui partie du Madhya Pradesh.

## Histoire
La famille régnante de Dewas Senior se réclame de la même ascendance que celle de Dewas Junior et de Dhar, c'est-à-dire l'ancienne dynastie de Pawar. La famille s'enorgueillit d'une lignée de 238 générations descendant de Agnipalak, qui aurait régné il y a 4000 ans. Le légendaire Vikramaditya, le plus grand dirigeant de cette dynastie, aurait commencé son règne à Ujjain, dans le Mâlvâ, en -56.
Le territoire des anciens Pawar s'étendait au-delà de la Narmada et comprenait toute l'Inde centrale et occidentale, l'Indus formant leur frontière à l'ouest. Au cours des siècles, la famille aurait connu des fortunes diverses. Les descendants de Vikramaditya s'établirent râja de Bijolya, dans le Mewâr et à Dhâr dans le Mâlvâ, ils sont les ancêtres des maisons régnantes de Dewas et de Dhâr.
En 1728, le Pesha de Satara attribue la ville de Dewas ainsi que les villages des alentours à deux frères, Tukaji et Sivaji Pawar, des généraux victorieux de la conquête marathe de l'Inde centrale. L'État fut gouvernée conjointement par les descendants des deux frères durant près d'un siècle.
Les dirigeants du Dewas Junior signèrent avec la Compagnie anglaise des Indes orientales un traité d'alliance et d'amitié en 1804.

## Dirigeants: Râja puis Mahârâja
- Râja
  - 1728 - 1775 : Jivajî Râo Pawar
  - 1775 - .... : Sadashiv Râo I Pawar
  - ? - ? : Anand Râo I Pawar
  - 1790 - 1817 : Rokmanand Râo Pawar (+1817)
  - 1817 - 1840 : Anand Râo II Pawar (+1840)
  - 1840 - 1864 : Haibat Râo II Pawar (+1864)
  - 1864 - 1892 : Narayan Râo Pawar « Dada Sâhib » (1860-1892)
  - 1892 - 1918 : Malhar Râo Pawar « Bhava Sâhib » (1877-1934)
- Mahârâja
  - 1918 - 1934 : Malhar Râo Pawar « Bhava Sâhib »
  - 1934 - 1943 : Sadashiv Râo II Pawar « Khasi Sâhib » (1887-1943)
  - 1943 - 1948 : Jeswant Râo Pawar « Bhav Sâhib » (1905-1965)